# Kurgan (tỉnh)

Kurgan Oblast (tiếng Nga: Курга́нская о́бласть, Kurganskaya oblast) là một chủ thể liên bang của Nga (một tỉnh). Trung tâm hành chính là thành phố Kurgan.
Phía bắc giáp tỉnh Sverdlovsk, phía nam giáp các tỉnh Bắc Kazakhstan và Kostanay của Kazakhstan, phía đông giáp tỉnh Tyumen, phía tây giáp tỉnh Chelyabinsk.

## Liên kết
- The Oblast Duma - official website Lưu trữ ngày 11 tháng 3 năm 2008 tại Wayback Machine (Russian)
- "Evening Kurgan" - portal independent news Lưu trữ ngày 15 tháng 4 năm 2009 tại Wayback Machine (Russian)

 Tư liệu liên quan tới Kurgan Oblast tại Wikimedia Commons